# バウンティフルへの旅
『バウンティフルへの旅』（バウンティフルへのたび、The Trip to Bountiful）は、1985年のアメリカ合衆国のドラマ映画。
監督はピーター・マスターソン、出演はジェラルディン・ペイジとレベッカ・デモーネイなど。
ホートン・フート脚本の1953年のテレビドラマ『The Trip to Bountiful』（リリアン・ギッシュ主演、後にほぼ同じメインキャストでブロードウェイで舞台化）をフート自らの脚色で映画化した作品。
ジェラルディン・ペイジが第58回アカデミー賞においてアカデミー主演女優賞を受賞するなど、様々な賞を受賞した。

## ストーリー
第二次世界大戦後の1940年代のアメリカ。高齢のワッツ夫人は、ヒューストンの狭いアパートで息子夫婦と同居している。口うるさい嫁と反りが合わないワッツ夫人は、生まれ育ったバウンティフルという田園地帯の田舎町に帰ることを夢見ていた。ある日、ワッツ夫人は生活費に当てるべき自分の年金小切手と僅かなヘソクリを持って駅に向かった。切符を買おうとして、バウンティフルの駅は人口減少で廃止されたと知らされるワッツ夫人。実はワッツ夫人の家出は毎度のことで、駅の廃止も何度も聞いているのだが、高齢のワッツ夫人にはピンとこないのだ。
いつもは鉄道の駅で、探しに来た息子夫婦に捕まるワッツ夫人だが、今回は長距離バスに乗ることに成功した。10時間近くバスを乗り継ぐ旅の車中で、心優しい若妻セルマと話し、青春時代を思い出すワッツ夫人。若い頃の彼女には恋人がいたが、父親同士が不仲なために結婚できず、同じ村に住みながらそれぞれ別の相手と結ばれたのだ。赤ん坊も2人亡くして、ワッツ夫人は苦労の多い人生を歩んで来ていた。
深夜にバウンティフルまで20キロの町に到着したものの、当てにしていた幼馴染が亡くなり、バウンティフルは完全に無人になったと聞かされるワッツ夫人。それでも年金小切手を現金化してバウンティフルに住む覚悟で、別のバスに乗り換えるテルマに別れを告げ、待合所のベンチで眠るワッツ夫人。
ヒューストンで出された捜索願いによって、町の保安官が待合所のワッツ夫人を発見した。朝の7時半には息子が迎えに来ると聞いて、なにがなんでもバウンティフルまで行くと泣き叫ぶワッツ夫人。親切な保安官は彼女の願いに心を動かされ、バウンティフルまで車で連れて行こうと申し出た。
ワッツ夫人の生家はもうボロボロで、嵐が来れば潰れそうな状態だった。死ぬ前に故郷に戻るという目標を成し遂げた彼女は、迎えに来た息子夫婦と帰ることに同意した。口うるさい嫁も、心臓の悪い義母のことを彼女なりに心配して同行して来ていた。バウンティフルで彼らの共通の歴史に直面して、3人はより平和に一緒に暮らすことを約束し、ヒューストンへ向けて車を出すのだった。

## キャスト
- ワッツ夫人[注 1]: ジェラルディン・ペイジ
- ルディ・ワッツ: ジョン・ハード - ワッツ夫人の息子。
- ジェシー・メイ: カーリン・グリン（英語版） - ルディの妻。何かと義母に対して厳しく当たる。
- 保安官: リチャード・ブラッドフォード（英語版）
- セルマ: レベッカ・デモーネイ - ワッツ夫人が旅の途中で出会った心優しい女性。

## 作品の評価

### 映画批評家によるレビュー
Rotten Tomatoesによれば、9件の評論の全てが高評価で、平均点は10点満点中7.22点となっている。
Metacriticによれば、10件の評論のうち、高評価は7件、賛否混在は3件、低評価はなく、平均点は100点満点中81点となっている。

### 受賞歴
| 映画祭・賞                       | 部門                    | 候補                   | 結果       |
| -------------------------------- | ----------------------- | ---------------------- | ---------- |
| アカデミー賞                     | 主演女優賞              | ジェラルディン・ペイジ | 受賞       |
| アカデミー賞                     | 脚色賞                  | ホートン・フート       | ノミネート |
| ボストン映画批評家協会賞         | 主演女優賞              | ジェラルディン・ペイジ | 受賞       |
| ゴールデングローブ賞             | 主演女優賞 (ドラマ部門) | ジェラルディン・ペイジ | ノミネート |
| インディペンデント・スピリット賞 | 作品賞                  |                        | ノミネート |
| インディペンデント・スピリット賞 | 監督賞                  | ピーター・マスターソン | ノミネート |
| インディペンデント・スピリット賞 | 脚本賞                  | ホートン・フート       | 受賞       |
| インディペンデント・スピリット賞 | 主演女優賞              | ジェラルディン・ペイジ | 受賞       |
| 毎日映画コンクール               | 外国映画ベストワン賞    |                        | 受賞       |
| 全米脚本家組合賞                 | 最優秀脚色賞            | ホートン・フート       | ノミネート |